# Nulidad de las cláusulas suelo en España

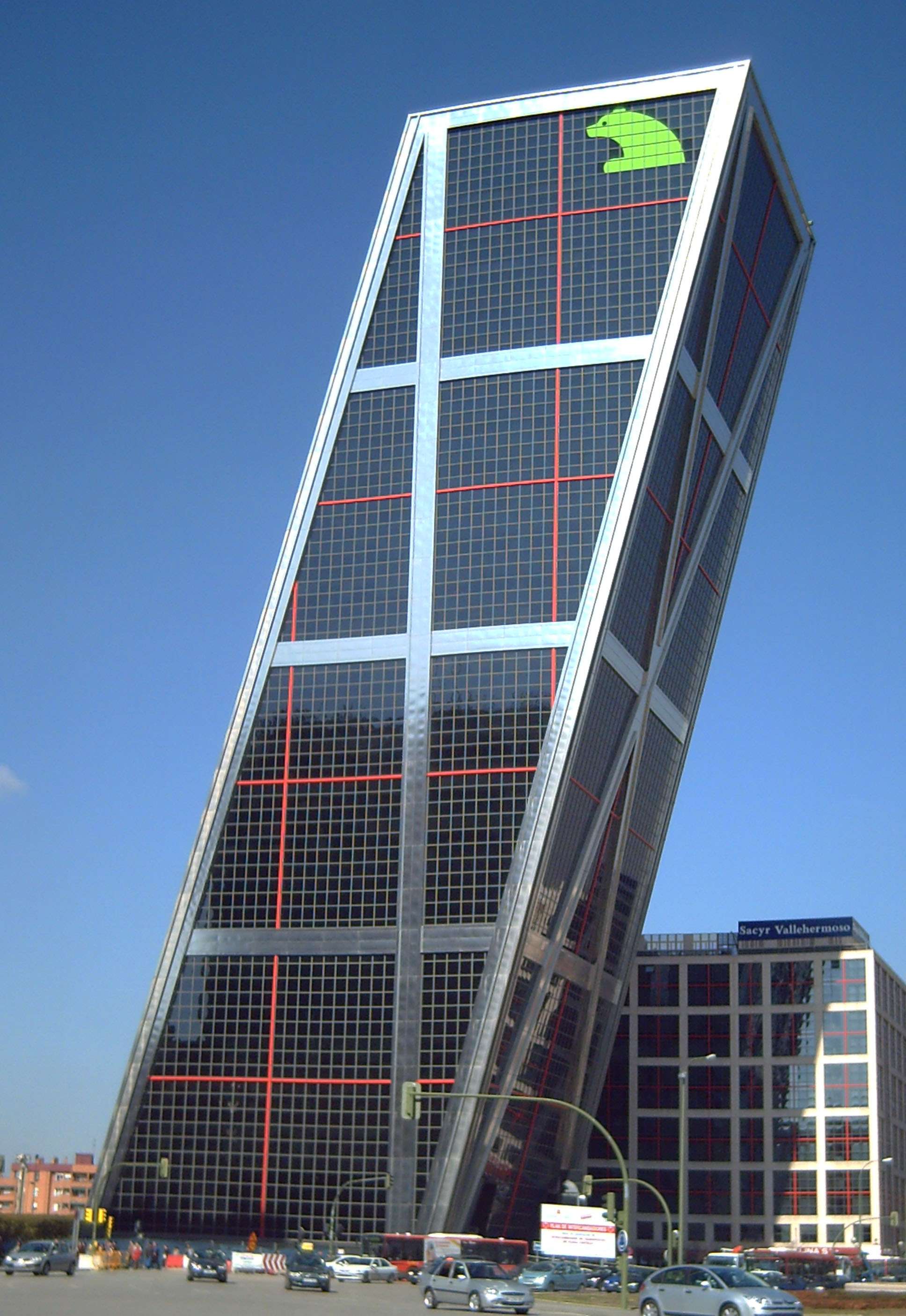
Puerta de Europa de Madrid. Sede operativa de Bankia, antigua Caja Madrid, una de las entidades bancarias que ha sido demandada por considerarse las cláusulas suelo abusivas.

La nulidad de las cláusulas suelo en España hace referencia a la declaración el 9 de mayo de 2013 de nulidad y carácter abusivo, por sentencia del Tribunal Supremo de España, de las cláusulas suelo en los contratos y préstamos hipotecarios.

## Cláusulas suelo, recursos y sentencias
Las entidades bancarias españolas tenían como práctica la inclusión sistemática de cláusulas suelo en los contratos y préstamos hipotecarios firmados en España a interés variable y, según dicha sentencia, sin la suficiente transparencia y claridad para el comprador de la vivienda y firmante de la hipoteca por lo que, en estos casos, ha sido considerada como una cláusula abusiva y nula que debe eliminarse y, en su caso, reintegrar la cantidad económica cobrada abusivamente.
Una cláusula suelo es una estipulación consignada en un contrato de préstamo hipotecario en virtud del cual se establece un interés mínimo a pagar en las cuotas de la hipoteca inmobiliaria aunque los intereses ordinarios -el tipo de interés referenciado- que se han acordado con la entidad financiera bajen e incluso lleguen a ser intereses negativos. La existencia de cláusulas suelo incrementa el importe final de la vivienda ya que limita la bajada de las cuotas. 
El 9 de mayo de 2013 se declaró su nulidad y carácter abusivo por sentencia del Tribunal Supremo de España, si bien limitó la devolución de las cantidades ilegalmente cobradas por los bancos desde la fecha de dicha sentencia mediante nueva sentencia de 17 de abril de 2015.
Sin embargo, el Tribunal de Justicia de la Unión Europea dictaminó, en sentencia inapelable de 21 de diciembre de 2016, en contra de la limitación de la retroactividad de la nulidad de las cláusulas suelo por lo que los bancos y cajas de ahorro están obligados a devolver todo el dinero cobrado ilegalmente por las cláusulas suelo desde la firma de la hipoteca inmobiliaria para la adquisición de vivienda.